# Zarządzanie projektami
Zarządzanie projektem (ang. project management) – zbiór czynności wykonywanych w celu osiągnięcia wyznaczonych celów głównych i pośrednich w skończonym czasie. Obejmuje między innymi planowanie, harmonogramowanie, realizację, kontrolę i rozliczanie zadań składających się na realizację celów projektu.

## Opis
Zarządzanie projektem to dziedzina zarządzania zajmująca się efektywnym osiąganiem celów projektów przy jednoczesnej neutralizacji wpływu istniejących ograniczeń i ryzyka, jak również jest dziedziną zajmującą się budowaniem motywacji zespołu projektowego i właściwą komunikacją pomiędzy uczestnikami projektu. Jedną ze składowych zarządzania projektem jest praktyczna wiedza o eliminowaniu ryzyka porażki na poziomie całego cyklu życia projektu. Ryzyko w projekcie bierze się głównie z niemożliwości wyeliminowania niepewności związanej z przyszłymi wydarzeniami na każdym etapie projektu wynikającej z dynamiki komunikacji pomiędzy uczestnikami, zmiennej wydajności zespołów projektowych, błędnego planowania oraz czynników otoczenia zewnętrznego.
Z innego punktu widzenia, zarządzanie projektem można zdefiniować jako naukę o definiowaniu i osiąganiu celów przy jednoczesnej maksymalnie możliwej optymalizacji użycia zasobów (np. czasu, pieniędzy, ludzi itd.).
Zarządzanie projektem to pole działania i odpowiedzialności wielu osób w tym sponsora, kierownika projektu oraz uczestników projektu.
Ze względu na zakres uprawnień, odpowiedzialności i poziom wymaganych kompetencji najbardziej wyróżniającą się rolą w projekcie jest rola kierownika projektu. Kierownik projektu uczestniczy bezpośrednio w procesie zarządzania projektem, zajmuje się koordynacją zadań projektu pomiędzy uczestnikami projektu, utrzymuje motywację zespołu projektowego, w taki sposób by zrealizować założone cele projektu eliminując po drodze występujące problemy i ryzyka. Istotnym zakresem odpowiedzialności kierownika projektu jest również poprawna komunikacja ze sponsorem projektu i uczestnikami projektu w celu jasnego precyzowania kierunku kolejnych zmian i zauważania nowo pojawiających się zagrożeń.
Inną istotną rolą w projekcie jest sponsor projektu, który powołuje projekt do życia. Sponsor projektu jest jednocześnie osobą najbardziej uprawnioną do podejmowania wszelkich decyzji w projekcie, ale najczęściej podejmującą w projekcie decyzje kluczowe, w tym również mogące redefiniować zakres, budżet lub czas realizacji projektu. Sponsor podejmuje często również decyzję, co do wyboru kierownika projektu i przez cały czas wspiera jego osobę w trakcie realizacji projektu. Wszelkie decyzje sponsora są zawsze wiążące dla kierownika projektu.
W języku polskim przyjęły się głównie dwie nazwy określające tę samą dziedzinę wiedzy, zarządzanie projektami (zamiast zarządzania projektem) oraz zarządzanie przedsięwzięciami, z czego to pierwsze cieszy się największą popularnością. Wśród osób zajmujących się tą nauką zawodowo dużym powodzeniem cieszy się także angielskojęzyczne sformułowanie project management.

## Czym jest projekt?
Same czynności, nawet najbardziej złożone, nigdy nie są projektem, ale projektem nie jest też plan czynności prostych, np. jak zrobienie śniadania. W praktyce cele projektowe powinny spełniać cechy SMART:
- Specyficzny – jasno sprecyzowany,
- Mierzalny – cel musi być możliwy do zmierzenia w celu stwierdzenia czy został osiągnięty,
- Ambitny – powinien być ambitny by jego osiągnięcie wymagało wysiłku i pracy, nie może być czynnością rutynową, codzienną,
- Realny – by cele były mierzalne ich osiągnięcie musi być dla nas realne. Takie cele motywują,
- Terminowy – cele są ograniczone ramami czasowymi[2].

W przeciwieństwie do procesu, projekt charakteryzuje się wysoką innowacyjnością. Innowacyjność należy rozumieć jako brak wiedzy i niepewność zespołu biorącego udział w projekcie odnośnie do możliwych do osiągnięcia rezultatów, szacunków czasu, kosztu, jakości etc. W przypadku procesu dzięki jego powtarzalności poziom wiedzy jest wysoki, a więc i innowacyjność niższa. Metodyki zarządzania projektami (PMBOK Guide, PRINCE2) również podkreślają, że każdy projekt jest zorientowany na stworzenie unikatowego produktu, usługi bądź innego konkretnego rezultatu. Każdy projekt ma określoną datę rozpoczęcia i zakończenia (co nie oznacza jednak, że daty te nie mogą się zmieniać – w praktyce często tak się dzieje). Przykładowym projektem mogłoby być np. zaplanowanie i zorganizowanie procesu produkcyjnego pewnej partii wyrobów. Natomiast bieżąca produkcja tych wyrobów raczej odpowiada definicji procesu.
Typowe projekty to projektowanie czy budowa budynku, programowanie, testowanie, czy też badania i testy nad nowym rodzajem lekarstwa. Czas trwania projektu to czas pomiędzy rozpoczęciem a zakończeniem projektu.

## Podejścia
Stosowane są cztery podejścia do zarządzania projektami. Podejście „tradycyjne” zwane też kaskadowym (ang. waterfall) identyfikuje sekwencje kroków, jakie muszą zostać wykonane. W przeciwieństwie do tego, w podejściach zwinnych (ang. agile) projekt jest widziany jako zbiór stosunkowo małych zadań, których zakres cały czas ma prawo się zmieniać tak, aby jak najlepiej odpowiadać potrzebom klienta. W podejściu ekstremalnym niepewność jest jeszcze większa, a celem jest często samo pozyskanie wiedzy o materii, której dotyczy projekt. Podejście czwarte dotyczy realizacji projektów podnoszących jakość albo efektywność istniejących procesów produkcyjnych lub usługowych, np. Six Sigma, w których na początku znany jest problem i obszar organizacji (proces), ale nieznany jest zakres działań, które miałyby prowadzić do celu.

### Podejście tradycyjne
W tradycyjnym podejściu projekt można podzielić na wiele faz zwanych też etapami. Na ogół projekt ma początkowe etapy inicjacji i planowania. Potem następują etapy związane z realizacją i jednoczesnym monitorowaniem projektu. Zestaw faz, nazywany cyklem życia projektu, jest specyficznych dla konkretnych organizacji i rodzajów projektów.
Zarządzanie projektami stara się objąć następujące wymiary:
- zakres projektu,
- czas na wykonanie projektu (harmonogram),
- koszty projektu (budżet),
- jakość.

Ponadto w zarządzaniu projektami pojawia się szereg innych obszarów wiedzy, jak np.:
- zarządzanie ryzykiem,
- zarządzanie komunikacją,
- zarządzanie ludźmi,
- zarządzanie kontraktami,
- zarządzanie udziałowcami,
- zarządzanie integralnością.

Przykładami podejścia tradycyjnego (inżynierskiego) są metodyka PRINCE2 oraz leksykon dobrych praktyk PMI – PMBOK Guide.

### Podejścia zwinne i ekstremalne
W ostatnich latach w badaniach nad praktyką zarządzania projektami obserwuje się coraz częściej stosowane dwa nietradycyjne style współpracy w projekcie. W szczególności widać to w rosnącej liczbie projektów informatycznych, naukowo-badawczych oraz związanych z generowaniem innowacji. Te dwa nowe podejścia to:
- Podejście zwinne (ang. agile) – zespół projektowy, realizując cel, nie podąża za wcześniej ustalonym planem, lecz za ciągle zmieniającymi się potrzebami odbiorców projektu. Podejście to stosowane jest często w projektach informatycznych i internetowych, np. w tradycyjnym podejściu menedżer określiłby cel powstania jakiegoś złożonego oprogramowania, a potem nakazał programistom pracę według z góry ustalonego planu. W Agile programiści najpierw napiszą niewielką aplikację o podstawowych funkcjach (MVP(inne języki) lub prototyp), a potem oddadzą ją klientom – jeszcze nie w pełni gotową. Następnie przez wiele miesięcy będą tę aplikację rozbudowywać, opierając się nie na planie projektowym, ale na zgłaszanych przez klientów potrzebach i opiniach – których w tradycyjnym podejściu na etapie planowania nie dałoby się przewidzieć.

- Podejście ekstremalne (ang. extreme) – stosowane, gdy nie jest znany ani cel projektu, ani jego plan. To często projekty rozwojowo-badawcze, testujące nowe technologie, dostarczające wiedzy lub realizowane pod bardzo dużą presją czasu. Przykładowo naukowcy – prowadząc eksperymenty czy analizy – nie są w stanie nawet przewidzieć, co w ich efekcie powstanie, kiedy zakończą się prace i jak będzie można wdrażać efekty prac laboratoryjnych. Mimo tej ciągłej zmienności nadal trzeba kierować postępem prac, budżetem, harmonogramem, elastycznie dostosowując go do sytuacji. Tu zespół codziennie od nowa decyduje, w którym kierunku skierować wysiłek.

Przykładami podejścia zwinnego są metodyki zwinnego prowadzenia projektów: Kanban oraz Scrum. Podejście ekstremalne w inżynierii oprogramowania znane jest jako programowanie ekstremalne.

## Historia
Zarządzanie projektami jest stosunkowo młodą dyscypliną wiedzy, a stosowane obecnie techniki, metody i metodyki zarządzania ciągle ewoluują, a nawet powstają nowe. Analizując historię zarządzania projektami sięgającą XIX w. – m.in. prac Fredericka Taylora (1856–1915) oraz Henry’ego Gantta (1861–1919) twórcy popularnego wykresu Gantta (1910) – można zauważyć, że praktyczne problemy i sposób ich rozwiązania miały kluczowy wpływ na rozwój dyscypliny.
Szczególnie istotne okazały się wielkie projekty trudne do zarządzania za pomocą tradycyjnych metod, które wymusiły tworzenie nowych standardów. Można tu wyróżnić projekt Manhattan poświęcony budowie bomby atomowej zapoczątkowany w 1941 r., kiedy to opracowano specjalne metody planowania i kontroli realizacji, udoskonalane w trakcie realizacji amerykańskich programów wojskowych (np. projekt Polaris) oraz projektów kosmicznych (np. projekt Apollo). Także cywilne programy, np. plan Marshalla, polegający na uruchomieniu amerykańskich programów pomocowych dla Europy (rozpoczęty pod koniec lat 40.), miał duży wpływ na zarządzanie projektami.
Kolejnym krokiem w rozwoju dziedziny zarządzania projektami jest kształtowanie się metodyk zarządzania projektami zbierającymi w całość i systematyzującymi istniejące techniki oraz metody.
Ze względu na cel powstania można wyodrębnić dwie grupy metodyk: uniwersalne oraz firmowe. Celem pierwszej grupy, rozwijanej przez organizacje (fundacje, stowarzyszenia) jest tworzenie i rozpowszechnianie wzorcowych metod i technik ujętych w ujednoliconym procesie zarządzania projektami. Natomiast celem drugiej grupy metodyk, tworzonych przez organizacje wykorzystujące podejście projektowe w swojej podstawowej działalności (firmy konsultingowe, biura projektowe, firmy informatyczne) jest usprawnienie własnych procesów operacyjnych z wykorzystaniem zestandaryzowanego procesu zarządzania projektami. Metodyki firmowe oparte są na metodykach uniwersalnych oraz know-how przedsiębiorstwa, co stanowi ich duży atut, jednocześnie utrudniając przenoszenie wypracowanych standardów do firm o innym profilu działalności.